# Эшфордский чёрный мрамор

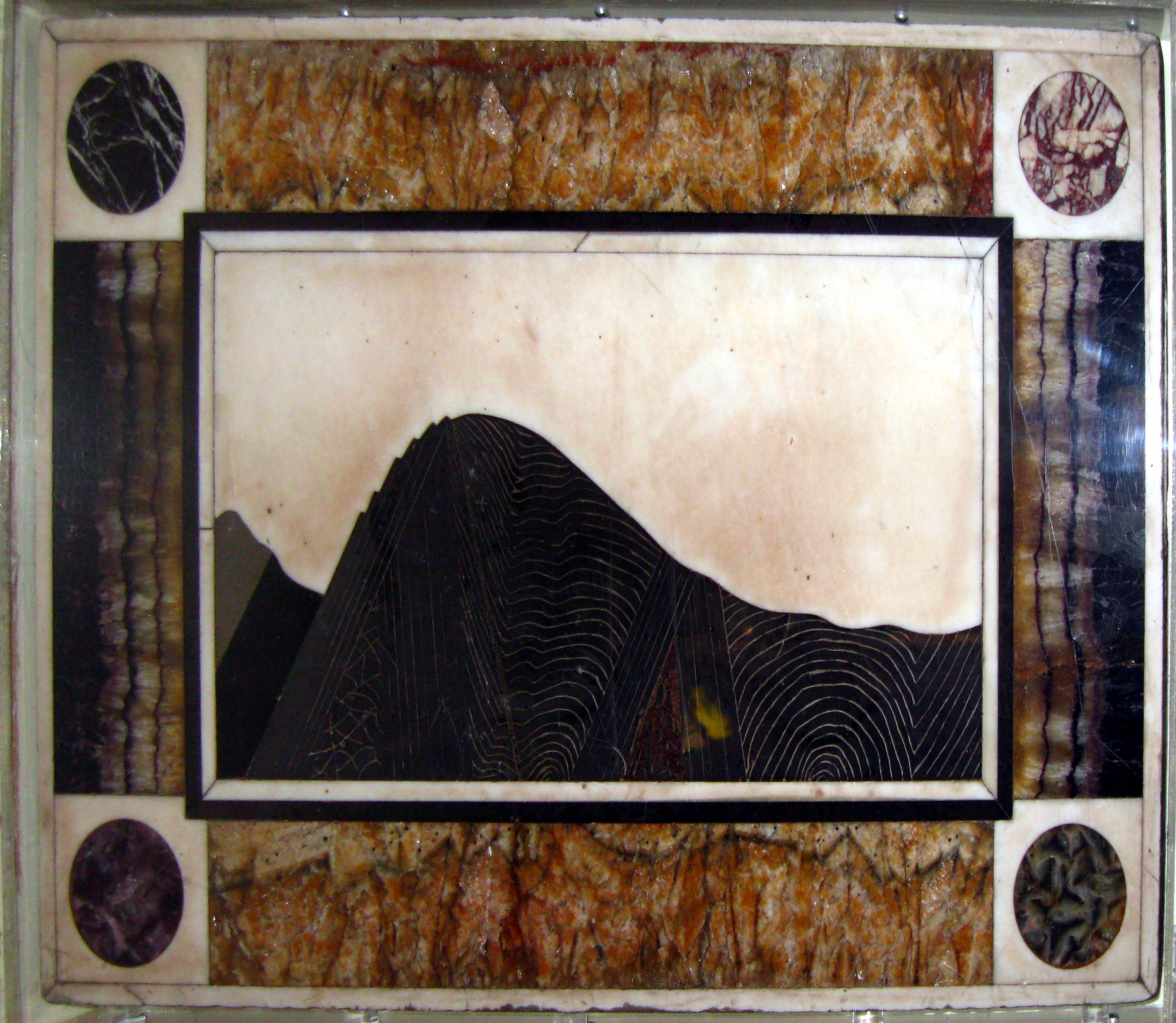
Эшфордский чёрный мрамор; гора Эктон

Эшфордский чёрный мрамор — имя, данное тёмному известняку, добываемому в шахтах деревни Дербишира Эшфорд-ин-зе-Вотер. После обрезки, обработки и полировки его блестящая чёрная поверхность может быть использована в декоративных целях. Эшфордский чёрный мрамор — гладкий осадочный камень, а не обычный мрамор в геологическом понимании.
Для использования в качестве материала эшфордский чёрный мрамор разрезается на части и соединяется с другими драгоценными камнями с помощью техники, известной под названием pietra dura. В Музее и художественной галерее Дерби хранится графическое изображение горы Эктон, изготовленное из эшфордского мрамора и других минералов.

## История

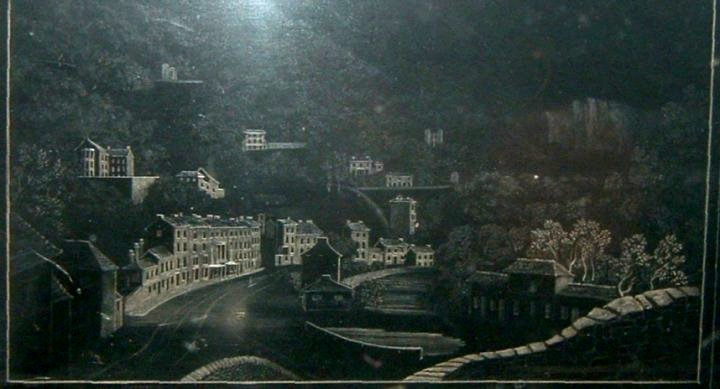
Гравировка по чёрному мрамору; Матлок Бат, автор — Энн Рейнер

Эшфордский чёрный мрамор используется в декоративных целях с доисторических времён. Известно, что изделиями из него пользовалась Бесс из Хардвика.
Одной из ключевых фигур в развитии местной добычи залежей черного мрамора является Генри Уотсон, дядя дербиширского геолога Уайта Уотсона. Он владел водяной мельницей в Эшфорд-ин-зе-Вотере.
Многие художественные произведения с использованием эшфордского чёрного мрамора хранятся в местных собраниях, в том числе в музее Дерби, Музее и художественной галерее Бакстона и Чатсуорт-хаусе. В 2009 году в Дерби в процессе земляных работ были раскопаны необработанные куски чёрного мрамора, которые было решено продать с аукциона.